# Totò qui vécut deux fois
Pour plus de détails, voir Fiche technique et Distribution.
Totò qui vécut deux fois (titre original : Totò che visse due volte) est un film italien constitué de trois épisodes numérotés sans autre titre, réalisé par Daniele Ciprì et Franco Maresco en 1998.
Il est situé dans un Palerme monstrueux et apocalyptique grouillant de personnages grotesques, masturbateurs, blasphémateurs : victimes d'un monde où Dieu est mort en emportant toutes les valeurs d'une humanité sur le déclin.
Le film fluctuant entre matérialisme, nihilisme et nietzschéisme, aux multiples connotations scatologiques, n'est pas dépourvu de dimensions morales que le spectateur saisit dans un contexte d'apparentes contradictions. Le thème commun aux trois épisodes est précisément la mort de Dieu, et le pessimisme à travers cette uchronie dans laquelle le genre humain ne semble plus nourrir aucune espérance, obsédé par la seule satisfaction de ses besoins sexuels et de ses instincts les plus vils. Toutefois l'on peut y entendre, entre autres choses, un appel à l'aide désespéré qui semble choir dans le vide suffocant des autres êtres humains.
Les personnages, tous tenus par des hommes, parmi lesquels des homosexuels pourchassés, y compris ceux des femmes ne laissent aucune place à l'espoir. Les cinéastes donnent à voir des acteurs expressifs, souvent âgés, dont les physiques disgracieux ne sont habituellement pas filmés par le cinéma.
Parmi les scènes provocantes, celle dans laquelle le chef mafieux fait dissoudre le prophète dans l'acide, celle de l'ange spolié de ses ailes violé par plusieurs brutes dans un décor de ruines à travers un ralenti assourdissant. Celle encore du simplet implorant l'amour de la Vierge tout en s'ébrouant contre sa statue décatie.

## Synopsis

### Préambule
Le film débute par une citation brève du précédent film de Daniele Ciprì et Franco Maresco, L'Oncle de Brooklyn (1995) : un homme exultant qui sodomise un âne. L'on comprend alors qu'il s'agit de la projection d'un film dans un cinéma, à laquelle assiste ébahie une galerie de personnages excités.

### I
Paletta, l'idiot du village moqué et humilié par tous, mène sa triste et solitaire existence en cherchant à soulager son irréfrénable pulsion sexuelle. Grand amateur de sordides projections pornographiques, il tente de profiter de l'arrivée d'une prostituée célébrissime, un travesti nommé Tremmotori, pour parvenir enfin à un rapport sexuel. Mais Paletta est un pauvre échoué, sempiternellement réprouvé par sa vieille mère qui ne possède pas la somme d'argent nécessaire. Mû par son unique désir et cette occasion de pouvoir posséder la prostituée, il décide d'accomplir un geste extrême en dérobant une offrande d'une chapelle votive due au chef mafieux local pour honorer la mémoire de sa défunte mère. Alors en possession de la somme d'argent nécessaire pour rétribuer la prostituée, Paletta se rend au bordel et attend son tour. Soudainement des bruits menaçants se font entendre qui stupéfient les clients. C'est alors que des cambrioleurs armés de couteaux font irruption et dépouillent chaque client avant de prendre fuite. Ainsi Paletta assiste au naufrage de son projet et dans l'entre-temps, le boss étant parvenu à remonter à l'auteur du larcin de la chapelle votive, il inflige à Paletta de subir en outre sa punition : comme un Christ conduit à son calvaire, Paletta assurera de sa personne le remplacement de la statue profanée.

### II
Le second épisode est centré sur la veillée funèbre de Pitrinu, un homosexuel distingué et nanti. Autour du corps sont présents la mère et d'autres vieilles femmes ainsi que le frère Bastiano demeuré un violent opposant à l'homosexualité de son frère.
Fefè un édenté miséreux qui fut le compagnon de Pitrinu, hésite longtemps à se présenter devant le défunt. À travers un jeu de flashbacks enchaînés il se rappelle à son idylle d'un romantisme sirupeux qui prend le tour d'une grotesque comédie musicale. Mais les souvenirs ravivés laissent place à une rancœur et une réfutation grandissantes contre ce temps passé avec l'amant, lui révélant ses sentiments d'un amour feint et intéressé. Fefè, malgré la surveillance acharnée de Bastiano, parvient sur la fin à retirer  du doigt du mort le précieux anneau qu'il convoitait de longue haleine, et s'emparant d'un fromage pour rassasier sa faim, il s'enfuit en le conspuant.

### III
Le troisième épisode est une très libre transposition des derniers jours de la vie du Christ.
Un ange descendu sur terre communique avec les hommes par des mélopées. Un vilain à la figure louche lui soustrait la poule qu'il soigne jalousement en l'assommant d'un coup de pierre. Lorsqu'il reprend connaissance, il est encerclé dans un champ de ruines par un groupe d'obèses qui le sodomisent brutalement.
À cette scène de violence rendue par un ralenti assourdissant, participe aussi un simplet qui s'adonnera dans le développement du film à un pathétique coït avec une statue de la Vierge.
Pendant ce temps un vieux Messie, un homosexuel repenti au caractère bourru, appelé Totò, traverse les lieux désolés et dégradés que contrôle la mafia. Judas, un nain bossu et pédant l'accompagne en n'ayant de cesse de l'exhorter au miracle de lui procurer une femme.
Un jour il est convaincu par la famille de Lazare de ressusciter le proche dissous dans l'acide du vieux boss don Totò — interprété par le même acteur que Totò —, mais Lazare, à peine ressuscité, crie vengeance parcourant la province comme un forcené.
Les meurtres des lieutenants du clan de don Totò se succédant à un rythme vertigineux, le vieux boss ordonne à ses mandatini d'enquêter sur le fait que Lazare ait pu retourner à la vie. C'est ainsi qu'il apprend que rôde dans les parages quelqu'un qui ressuscite les morts.
À l'ultime Cène, les apôtres habitués à se repaître de boisson et de nourriture, n'attendent pas même que soit revenu à table le Messie qui s'est momentanément retiré pour aller « pisser ».
Au cours de ce repas devenu orgie, Judas qui a nourri contre ce Totò une rancœur d'avoir été constamment rabroué, s'est vendu au boss en échange d'un « vagin » se lève et baise Totò lequel se demande s'il n'aurait pas viré homosexuel. Totò est immédiatement saisi par de sinistres personnages. Un court instant les apôtres cessent leur vacarme. L'un d'eux interrompt le silence par le fameux dicton sicilien « agneddi et sucu et finiu u vattiu ! » qui relance le festin dans la clameur générale.
Le face-à-face entre Totò et Don Totò le questionnant conduit le prophète au bain d'acide.
Trois croix sont érigées sur la montagne : les condamnés sont Paletta, Fefè et le simplet.

## Analyse
L'absurde omniprésent d'un monde en contrechamp.
Dimension esthétique, choix du noir et blanc, maîtrise formelle.
Le sacré et le vulgaire.
Les références cinématographiques.

## Fiche technique
- Musique : Jean-Sébastien Bach, Ludwig van Beethoven,
- Décors : Fabio Sciortino
- Photographie : Luca Bigazzi
- Production: Daniele Ciprì, Franco Maresco,Tea Nova
- Société de distribution : Lucky Red
- Format : Noir et blanc - 1.85:1 - 35 mm-  Dolby SR
- Langue : sicilien, italien
- Dates de sortie :
  - France : 10 juin 2009

## Distribution
- Salvatore Gattuso : Totò / don Totò ;
- Carlo Giordano : Fefè ;
- Pietro Arcidiacono : Pitrinu ;
- Antonino Carollo : don Nenè ;
- Camillo Conti : Tremmotori (Troiscylindrées[3]) ;
- Marcello Miranda : Paletta ;
- Baldassarre Catanzaro : Bastiano ;
- Fortunato Cirrincione : Cascino ;
- Giuseppe Pepe : Zà Concetta ;
- Giovanni Rotolo : le père de Pitrinu ;
- Giuseppe Pedalino : le gardien de cochons ;
- Michele Lunardo : l'accordéoniste du premier épisode ;
- Angelo Prollo : premier client / apôtre ;
- Leonardo Aiello : le poursuivant de Paletta ;
- Antonino Cirrincione : Cascino ;
- Michele Lunardo : accordéoniste ;
- Aurelio Mirino : second client ;
- Rosolino Spatola : troisième client ;
- Vincenzo Girgenti : quatrième client ;
- Antonino Accomando : premier voleur ;
- Niccolò Villafranca : second voleur ;
- Giuseppe Mulè : troisième voleur ;
- Michele Dia : le croyant aveugle ;
- Baldassare Catanzaro : Bastiano ;
- Giuseppe Pepe : Zà Concetta ;
- Antonino Aliotta : Solino ;
- Vincenzo Cacciarelli : Salvino ;
- Giuseppe Empoli : Zà Rosalia ;
- Salvatore Schiera : le zombie ;
- Salvatore Farina : le veuf ;
- Gaspare Marchione : la femme morte ;
- Salvatore Puccio : le propriétaire ;
- Francesco Anitra : Judas ;
- Fortunato Cirrincione : Lazare ;
- Gioacchino LoPiccolo : Minico ;
- Paolo Alaimo : premier ange ;
- Antonello Pensati : second ange ;
- Giacomo Casisa : premier boss ;
- Rosario Caporrimo : second boss ;
- Salvatore Santoro : troisième boss ;
- Salvatore Lo Verso : premier homme de main ;
- Rosolino Landolino : second homme de main ;
- Antonino Ribaudo : premier violeur ;
- Michele Rubino : second violeur ;
- Claudio Gnoffo : troisième violeur ;
- Antonino Zuccaro : parente de Lazare ;
- Francesco Arnao : Madeleine / apôtre ;
- Francesco Tirone : le cycliste / apôtre ;
- Giovanni Lo Giudice : apôtre.